# Toto IV World Tour
Toto IV World Tour è il terzo tour mondiale dei Toto, a supporto del loro quarto album Toto IV. Fu un tour di grande successo, nel quale la band toccò per la prima volta anche tappe come Italia, Francia, Paesi Bassi, Danimarca, Norvegia, Svezia e Regno Unito, oltre a Stati Uniti, Giappone, e Germania, luoghi dove il gruppo vendeva di più. Fu il primo tour di Mike Porcaro al basso elettrico, a sostituzione dell'uscente David Hungate, e l'ultimo fino all'XX Tour del 1998 con Bobby Kimball alla voce, il quale venne poi licenziato nel 1984 per i problemi di dipendenza da alcol e droghe. Proprio Kimball, durante il tour, si ruppe una gamba e fu costretto ad esibirsi, con la suddetta ingessata, seduto dietro al pianoforte per le date dall'Italia fino a fine tour. Tra le note da segnalare, la data del 26 giugno, in cui il gruppo si esibì al Day On The Green, al Oakland-Alameda County Coliseum, con i Journey, Santana, The Tubes e Gamma. Lo show del 18 maggio a Tokyo, fu ripreso, e ne fu realizzata una VHS.

## Scaletta
1. Girl Goodbye
2. Child's Anthem
3. I'll Supply the Love
4. Live for Today
5. A Million Miles Away
6. Georgy Porgy
7. Good for You
8. Africa
9. David Paich & Steve Porcaro solo
10. Hydra
11. 99
12. Goodbye Elenore
13. Steve Lukather solo
14. Gift with a Golden Gun
15. Make Believe
16. Rosanna
17. English Eyes
18. Afraid of Love
19. Lovers in the Night
20. Hold the Line
21. Runaway

Dalle date italiane, la scaletta fu ridotta:
1. Child’s Anthem
2. Girl Goodbye
3. English Eyes
4. A Million Miles Away
5. Steve Lukather solo
6. Gift With A Golden Gun
7. Good For You
8. Africa
9. David Paich & Steve Porcaro solo
10. Hydra
11. 99
12. Make Believe
13. Rosanna
14. Afraid Of Love
15. Goodbye Elenore
16. I’ll Supply The Love
17. Hold The Line
18. Runaway
19. White Sister

## Date
| Data       | Città                                  | Luogo                           |
| ---------- | -------------------------------------- | ------------------------------- |
| 07/05/1982 | Kurashiki, Giappone                    | Shimin Taiikukan                |
| 08/05/1982 | Fukuoka, Giappone                      | Kyuden Kinen Taiikukan          |
| 10/05/1982 | Osaka, Giappone                        | Furitsu Taiikukan               |
| 11/05/1982 | Osaka, Giappone                        | Furitsu Taiikukan               |
| 13/05/1982 | Nagoya, Giappone                       | Teiho Country Club              |
| 17/05/1982 | Tokyo, Giappone                        | Nippon Budokan                  |
| 18/05/1982 | Tokyo, Giappone                        | Nippon Budokan                  |
| 19/05/1982 | Niigata, Giappone                      | Shi Taiikukan                   |
| 21/05/1982 | Tokyo, Giappone                        | Nippon Budokan                  |
| 28/05/1982 | Los Angeles, California, Stati Uniti   | The Forum                       |
| 26/06/1982 | Oakland, California, Stati Uniti       | Oakland-Alameda County Coliseum |
| 18/07/1982 | Oklahoma City, Oklahoma, Stati Uniti   | Zoo Amphitheater                |
| 19/07/1982 | Tulsa, Oklahoma, Stati Uniti           | Assembly Center                 |
| 19/08/1982 | Hoffman Estates, Illinois, Stati Uniti | Poplar Creek Music Theatre      |
| 20/08/1982 | South Bend, Indiana, Stati Uniti       | Morris Civic Auditorium         |
| 13/09/1982 | Reggio Emilia, Italia                  | PalaBigi                        |
| 14/09/1982 | Torino, Italia                         | PalaRuffini                     |
| 15/09/1982 | Milano, Italia                         | Palasport di San Siro           |
| 16/09/1982 | Milano, Italia                         | Velodromo Maspes-Vigorelli      |
| 18/09/1982 | Mannheim, Germania                     | Rosengarten Mozartsaal          |
| 24/09/1982 | Parigi, Francia                        | Hippodrome de Pantin            |
| 26/09/1982 | Utrecht, Paesi Bassi                   | Vredenburg                      |
| 27/09/1982 | L'Aia, Paesi Bassi                     | Congrescentrum                  |
| 29/09/1982 | Copenaghen, Danimarca                  | Roskilde                        |
| 01/10/1982 | Oslo, Norvegia                         | Spektrum                        |
| 01/10/1982 | Stoccolma, Svezia                      | Hovet                           |
| 04/10/1982 | Londra, Regno Unito                    | Hammersmith Apollo              |
| 03/11/1982 | Tokyo, Giappone                        | Nippon Budokan                  |
| 05/11/1982 | Tokyo, Giappone                        | Nippon Budokan                  |

## Formazione
- Bobby Kimball - Voce e Tastiere
- Steve Lukather - Chitarra e Voce
- David Paich - Piano e Voce
- Steve Porcaro - Tastiere
- Mike Porcaro - Basso
- Jeff Porcaro - Batteria
- James Newton Howard - Tastiere
- Timothy B. Schmit - Cori
- Jon Smith - Sassofono e Cori
- Lenny Castro - Percussioni